# Список прем'єр-міністрів Угорщини

## Прем'єр-міністри Угорщини з 1848

### Угорська революція 1848
- Лайош Баттяні (1848)
- Адам Речеї (1848)
- Лайош Кошут (1848)
- Берталан Семере (1849)

### Угорське королівство
- Дюла Андраші (1867)
- Меньгерт Лоньяї (1871)
- Йожеф Славі (1872)
- Іштван Бітто (1874)
- Бела Венкгейм (1875)
- Кальман Тиса (1875)
- Дюла Сапарі (1890)
- Шандор Векерле (1892)
- Деже Банффі (1895)
- Кальман Селль (1899)
- Карой Куен-Гедерварі (1903)
- Іштван Тиса (1903)
- Геза Феєрварі (1905)
- Шандор Векерле (1906)
- Карой Куен-Гедерварі (1910)
- Ласло Лукач (1912)
- Іштван Тиса (1913)
- Моріц Естергазі (1917)
- Шандор Векерле (1917)
- Янош Гадік (1918)

### Угорська Демократична Республіка
- Міхай Карої (1918)
- Денеш Берінкеї (1919)

### Угорська Радянська Республіка
- Шандор Гарбаї (1919)
- Дюла Пейдль (1919)
Контреволюція: Дюла Карої (1919)
- Деже Паттантюш-Абрахам (1919)
- Іштван Фрідріх (1919)
- Карой Гусар (1919)

### Угорське королівство
- Шандор Шимоньї-Шемадам (1920)
- Пал Телекі (1920)
- Іштван Бетлен (1921)
Переворот: Іштван Раковскі (1921)
- Іштван Бетлен (1921)
- Дюла Карої (1931)
- Дюла Гембеш (1932)
- Кальман Дараньї (1936)
- Бела Імреді (1938)
- Пал Телекі (1939)
- Ференц Керестеш-Фішер (1941)
- Ласло Бардошші (1941)
- Ференц Керестеш-Фішер (1942)
- Міклош Каллаї (1942)
- Деме Стояї (1944)
- Геза Лакатош (1944)

#### Уряд національної єдності
| №                      | № | Фото | Прізвище                  | Початок повноважень | Завершення повноважень | Партія          | Примітки |
| ---------------------- | - | ---- | ------------------------- | ------------------- | ---------------------- | --------------- | -------- |
| Голова Угорщини з 1944 |   |      |                           |                     |                        |                 |          |
| 37                     |   |      | Ференц Салаші (1897-1946) | 16 жовтня 1944      | 28 березня 1945        | Схрещені стріли |          |

#### Радянська окупаційна влада
| №                               | № | Фото | Прізвище                 | Початок повноважень | Завершення повноважень | Партія                       | Примітки |
| ------------------------------- | - | ---- | ------------------------ | ------------------- | ---------------------- | ---------------------------- | -------- |
| Прем'єр-міністр Угорщини з 1944 |   |      |                          |                     |                        |                              |          |
| 38                              |   |      | Бела Міклош (1890-1948)  | 22 грудня 1944      | 15 листопада 1945      | Тимчасовий національний уряд |          |
| 39                              |   |      | Золтан Тілді (1889-1961) | 15 листопада 1945   | 1 лютого 1946          | Тілда                        |          |

### Друга Угорська республіка
| №                               | № | Фото | Прізвище                 | Початок повноважень | Завершення повноважень | Партія                              | Примітки |
| ------------------------------- | - | ---- | ------------------------ | ------------------- | ---------------------- | ----------------------------------- | -------- |
| Прем'єр-міністр Угорщини з 1948 |   |      |                          |                     |                        |                                     |          |
| 40                              |   |      | Ференц Надь (нар. 1948)  | 1946                | 1946                   | Незалежна партія дрібних господарів |          |
| 41                              |   |      | Лайош Діньєш (1903–1979) | 1947                | 1948                   | Незалежна партія дрібних господарів |          |
| 42                              |   |      | Іштван Добі (1898–1968)  | 1948                | 1948                   | Незалежна партія дрібних господарів |          |
|                                 |   |      |                          |                     |                        |                                     |          |

### Угорська Народна Республіка
| №                               | № | Фото | Прізвище       | Початок повноважень | Завершення повноважень | Партія                                  |
| ------------------------------- | - | ---- | -------------- | ------------------- | ---------------------- | --------------------------------------- |
| Прем'єр-міністр Угорщини з 1949 |   |      |                |                     |                        |                                         |
| 42                              |   |      | Іштван Добі    | 20 серпня 1949      | 14 серпня 1952         | Угорська соціалістична робітнича партія |
| 43                              |   |      | Матяш Ракоші   | 14 серпня 1952      | 4 липня 1953           | Угорська соціалістична робітнича партія |
| 44                              |   |      | Імре Надь      | 4 липня 1953        | 18 квітня 1955         | Угорська соціалістична робітнича партія |
| 45                              |   |      | Андраш Гегедюш | 18 квітня 1955      | 24 жовтня 1956         | Угорська соціалістична робітнича партія |
| 44                              |   |      | Імре Надь      | 24 жовтня 1956      | 4 листопада 1956       | Угорська соціалістична робітнича партія |
| 46                              |   |      | Янош Кадар     | 4 листопада 1956    | 28 січня 1958          | Угорська соціалістична робітнича партія |
| 47                              |   |      | Ференц Мюнніх  | 28 січня 1958       | 13 вересня 1961        | Угорська соціалістична робітнича партія |
| 46                              |   |      | Янош Кадар     | 13 вересня 1961     | 30 червня 1965         | Угорська соціалістична робітнича партія |
| 48                              |   |      | Дюла Каллаї    | 30 червня 1965      | 14 квітня 1967         | Угорська соціалістична робітнича партія |
| 59                              |   |      | Єне Фок        | 14 квітня 1967      | 15 травня 1975         | Угорська соціалістична робітнича партія |
| 50                              |   |      | Дєрдь Лазар    | 15 травня 1975      | 25 червня 1987         | Угорська соціалістична робітнича партія |
| 51                              |   |      | Карой Грос     | 25 червня 1987      | 24 листопада 1988      | Угорська соціалістична робітнича партія |
| 52                              |   |      | Міклош Немет   | 24 листопада 1988   | 23 жовтня 1989         | Угорська соціалістична робітнича партія |
|                                 |   |      |                |                     |                        |                                         |

### Третя Угорська республіка
| №                               | № | Фото | Прізвище                   | Початок повноважень | Завершення повноважень                   | Партія                               | Примітки |
| ------------------------------- | - | ---- | -------------------------- | ------------------- | ---------------------------------------- | ------------------------------------ | -------- |
| Прем'єр-міністр Угорщини з 1989 |   |      |                            |                     |                                          |                                      |          |
| —                               |   |      | Міклош Немет (нар. 1948)   | 23 жовтня 1989      | 23 травня 1990                           | Угорська соціалістична партія        |          |
| 53                              |   |      | Йожеф Анталл (1932-1993)   | 23 травня 1990      | 12 грудня 1993 (помер в своєму кабінеті) | Угорський демократичний форум        |          |
| 54                              |   |      | Петер Борошш (нар. 1928)   | 12 грудня 1993      | 15 липня 1994                            | Угорський демократичний форум        |          |
| 55                              |   |      | Дьюла Горн (1932-2013)     | 15 липня 1994       | 8 липня 1998                             | Угорська соціалістична партія        |          |
| 56                              |   |      | Віктор Орбан (нар. 1963)   | 8 липня 1998        | 27 травня 2002                           | Фідес — Угорський громадянський союз |          |
| 57                              |   |      | Петер Медьєші (нар. 1942)  | 27 травня 2002      | 29 вересня 2004 (відставка)              |                                      |          |
| 58                              |   |      | Ференц Дюрчань (нар. 1961) | 29 вересня 2004     | 14 квітня 2009 (відставка)               | Угорська соціалістична партія        |          |
| 59                              |   |      | Гордон Байнаї (нар. 1968)  | 14 квітня 2009      | 29 травня 2010                           |                                      |          |
| 60                              |   |      | Віктор Орбан (нар. 1963)   | 29 травня 2010      |                                          | Фідес — Угорський громадянський союз |          |
|                                 |   |      |                            |                     |                                          |                                      |          |